# La pulsazione della macchina
La pulsazione della macchina (The Very Pulse of the Machine) è un racconto di fantascienza dello scrittore statunitense Michael Swanwick, pubblicato nel 1998.
L'opera ha vinto, nel 1999, il Premio Hugo per il miglior racconto breve, ed è stato adattato cinematograficamente nell'omonimo episodio della terza stagione della serie televisiva antologica Love, Death & Robots.

## Storia editoriale
Il racconto è stato pubblicato per la prima volta nel numero del febbraio 1998 della rivista Asimov's Science Fiction, raccolto nell'antologia di fantascienza del 1999 The Year's Best Science Fiction, quindi inclusa nella raccolta di racconti di Michael Swanwick dal titolo Tales of the Old Earth pubblicata nel 2000. Nel 1999 ha vinto il Premio Hugo per il miglior racconto breve e nello stesso anno è stato nominato al Premio Locus per il miglior racconto breve e all'Asimov's Science Fiction magazine's Reader Poll per la stessa categoria.
In Italia il racconto è stato pubblicato per la prima volta nel 2002, incluso nella raccolta I Premi Hugo 1999-2001.

## Trama
Martha Kivelsen è un'astronauta che, mentre esplora la superficie della luna di Giove Io, in compagnia della collega Juliet Burton, ha un incidente. Il rover su cui viaggiano viene distrutto e Burton muore sul colpo. La bombola di ossigeno di Kivelsen ha una perdita e l'astronauta è costretta a collegarsi a quella di Burton per sopravvivere. La stazione spaziale in orbita intorno a Io è in ombra radio e non è possibile chiedere aiuto. L'unica speranza è di raggiungere il lander distante molte decine di chilometri dal luogo dell'incidente. Kivelsen deposita il corpo di Burton su una slitta improvvisata e, trascinandola con sé, si dirige verso il rifugio, sperando che l'aria rimasta nella scorta della compagna non si esaurisca prima. Il viaggio non permette soste o ritardi perciò Kivelsen assume grandi quantità di stimolanti. Lungo la strada l'astronauta riceve dei messaggi via radio; una voce afferma di essere Io, in realtà è una macchina, che sta usando il corpo di Burton per comunicare. Kivelsen è sicura che le voci, in realtà, siano frutto di allucinazioni causate dalle droghe ma quando lungo il cammino le si para davanti un insormontabile lago di detriti, Io crea uno stretto ponte per attraversarlo rapidamente.
L'aria è agli sgoccioli e quando oramai manca poco al lander, un terremoto le preclude la salvezza. Io afferma che non tutto è perduto e che potrebbe essere in grado di dare a lei e Burton l'immortalità, purché ella si getti in una pozza di zolfo fuso, diventando così parte della macchina. Kivelsen, senza più alternative, si getta nell'abisso, pur temendo che tutti i recenti avvenimenti non siano altro che allucinazioni. Prima di gettarsi trasmette un messaggio via radio, lasciando una testimonianza della scoperta che spera giunga alla stazione spaziale.

## Opere derivate
Nel 2022, il racconto è stato trasposto in un episodio della terza stagione della serie Love, Death & Robots trasmesso da Netflix.

## Edizioni
- (EN) Michael Swanwick, The Very Pulse of the Machine, in Asimov's Science Fiction, n. 52, febbraio 1998.
- (EN) Michael Swanwick, The Very Pulse of the Machine, in The Year's Best Science Fiction: Sixteenth Annual Collection, New York, St. Martin's Griffin, maggio 1999, ISBN 978-0-312-20445-7.
- (EN) Michael Swanwick, The Very Pulse of the Machine, in Tales of the Old Earth, Barkeley, Frog Books, maggio 2000, ISBN 978-1-58394-016-7.
- Michael Swanwick, La pulsazione della macchina, in I Premi Hugo 1999-2001, traduzione di Flora Staglianò, Grandi Opere Nord, n. 34, Milano, Editrice Nord, 2002, ISBN 88-429-1232-8.